# Volha Satsiuk
Volha Satsiuk (bielorruso: Вольга Сацюк; nacida el 2 de agosto de 1993 en Kobrin, Bielorrusia) es una cantante bielorrusa. Terminó cuarta en el primer Festival de la Canción de Eurovisión Junior en 2003. 
Satsiuk ha ido a una escuela de música desde que tenía cinco años. Ha participado en muchos concursos de canto, y ella también ganó en un concurso de belleza infantil. Ella se hizo famosa internacionalmente por representar a Bielorrusia en el Festival de la Canción de Eurovisión Junior 2003. Ella terminó cuarta con una canción llamada "Tantsui" («Baila»). La canción fue escrita en idioma bielorruso por Ekaterina Lipovskaya, que era un bailarina en el escenario. 
Satsiuk pasó a participar en muchas otras competiciones. Ella aparece en la televisión bielorrusa de vez en cuando, presentando y cantando en varios eventos. También canta en un grupo llamado Verasyata.